# Карликовый кашалот
Карликовый кашалот, или малый кашалот, или кашалот-пигмей (лат. Kogia breviceps), — вид морских млекопитающих парвотряда зубатых китов. Один из двух видов семейства карликовых кашалотов (Kogiidae) наряду с малым карликовым кашалотом (кашалотом-малюткой).

## Внешний облик
Мелкий кит: длина тела 2,4—3,3 м, вес 300—400 кг. Самцы чуть крупнее самок. В отличие от настоящего кашалота имеет форму тела, более свойственную дельфинам, и небольшую (15 % от длины тела), закруглённую спереди голову. У молодых китов морда более заострённая. На лбу, как и у обычного кашалота, находится жировая подушка (спермацетовый мешок). Щель дыхала подкововидная, смещена на темени влево. На верхней челюсти зубов не более 1—2 пар (с возрастом выпадают). Нижняя челюсть маленькая и узкая, с 8—16 тонкими, заострёнными, искривлёнными назад зубами на каждой стороне.
Спина, хвостовой и грудные плавники тёмные, от серо-стального до сине-серого цвета; брюхо светлее, с розоватым оттенком; пасть розовая. Спинной плавник маленький, серповидный, расположен на середине тела, чуть ближе к хвосту. Грудные плавники короткие, широкие. Позади каждого глаза имеются «ложные жабры» — длинные белые или серые отметины. Шрамы на морде и теле редки. Череп треугольной формы, с коротким рострумом, который образуют лицевые кости. Длина черепа около 39—47 см. Верхнее костное отверстие правой ноздри в 7—20 раз меньше отверстия левой. Фонтан низкий, незаметный.

## Образ жизни
Обитает в тропическом и субтропическом поясе Мирового океана, летом заходя в умеренные воды. Изучены в основном обсохшие и выброшенные на берег экземпляры. Карликовых кашалотов наблюдали в Северной Атлантике от Ирландии и Нидерландов до Канарских островов и о. Мадейра и от Новой Шотландии (Канада) до Кубы, а также в Южной Атлантике, Индийском и Тихом океане. Летом заходы этих китов возможны в воды РФ — в Японское море, к южным островам Курильской гряды.
Карликового кашалота наблюдают крайне редко: он держится на расстоянии от берега и ведёт малозаметный образ жизни. К поверхности поднимается медленно и осторожно. Может неподвижно лежать на поверхности воды. Изредка выпрыгивает из воды вертикально и падает на спину или на брюхо. Будучи напуганным, выпускает облако тёмно-красной жидкости, которая, видимо, призвана отпугивать и дезориентировать хищников. Ныряет почти без всплеска, просто исчезая под водой. Наблюдения показали, что когии держатся преимущественно группами из 3—6 голов, парами и в одиночку.
Питаются головоногими моллюсками, за которыми ныряют на большую глубину, реже рыбами, крабами и креветками. Большая часть самок приносит потомство весной и летом. Беременность длится порядка 9—10 месяцев; детёныш один. Длина тела новорожденного 1—1,2 м, вес 16—55 кг. В молоке карликового кашалота жира содержится меньше, а лактозы больше, чем у других видов китообразных. Детёныш держится рядом с матерью до 12 месяцев. На берег, как правило, выбрасываются самки с новорожденными.

## Численность
Точная численность популяции карликового кашалота неизвестна, встречи с ним редки. При попытках содержать в океанариумах (Флорида, Новая Зеландия) животные погибали через 2—3 суток. В неволе очень флегматичны. Хозяйственного значения не имеют. Добывается только в водах Японии, Индонезии и Малых Антильских островов; добыча носит случайный характер. Довольно часто попадает в рыболовные сети.